# Kakay
Antônio Carlos de Almeida Castro, conhecido pela alcunha de Kakay (Patos de Minas, 22 de setembro de 1957), é um advogado criminalista brasileiro, notório pela prestação de serviços advocatícios a políticos, empresários e celebridades. 
Conta ter defendido dois presidentes da República (José Sarney e Itamar Franco), um vice (Marco Maciel), cinco presidentes de partido (simultaneamente), quarenta governadores (em períodos diversos), dezenas de parlamentares (pelo menos quinze senadores) e mais de 20 ministros (13, no governo de Fernando Henrique Cardoso; três, no de Luiz Inácio Lula da Silva; dois, no de Dilma Rousseff). Também já defendeu grandes empreiteiras (Andrade Gutierrez, Odebrecht (atual Novonor), OAS), bancos (Sofisa, BMG, BMC, Pine), banqueiros (Daniel Dantas, Salvatore Cacciola, Joseph Safra) e empresários de renome internacional ou provincianos, "todos num momento ou outro enrolados com a Justiça".
Entre 2015 e 2016, então advogado de onze políticos e empresários investigados pela Lava Jato, Kakay afirmou, na tentativa de defender a reputação de seus clientes, que o país vivia "sem a menor dúvida" um momento de "criminalização da riqueza". Desafeto de Joaquim Barbosa, Kakay afirmou que o ex-ministro "não deixa nenhum legado. Não deixa um livro interessante; um acórdão profundo, uma tese. Nada. Eu, por exemplo, não vou nem criticar mais ele. A partir de agora, eu me nego até a falar dele".

## Clientes notórios
Kakay é conhecido como um bon vivant e advogado de celebridades, grandes empresários e poderosos políticos. Dentre os clientes notórios, constam nomes como Edison Lobão (PMDB-MA), Roseana Sarney (PMDB-MA), Aécio Neves (PSDB-MG), Romero Jucá (PMDB-RR), Ciro Nogueira (PP-PI), o publicitário Duda Mendonça, a atriz Carolina Dieckmann, o cantor Roberto Carlos, e, como ele mesmo afirma, "outros que prefiro não falar". Foi advogado ainda de Antônio Carlos Magalhães, José Dirceu, de quem é amigo pessoal, e Paulo Maluf. Kakay defendeu também a empresa Telexfree, acusada de praticar crime de pirâmide financeira.

## Controvérsia
Uma foto de Kakay nos corredores do Supremo Tribunal Federal (STF) usando bermuda e camisa de mangas curtas virou notícia no início de 2019.  O STF possui um código de vestimenta, exigindo roupa social para os visitantes em geral e o não cumprimento pode ser considerado desrespeitoso. Diante da repercussão do episódio Kakay se desculpou publicamente em nota: "...o uso da imagem como se de alguma maneira eu estivesse desdenhando do Poder Judiciário, especialmente do Supremo Tribunal Federal, me faz vir a público esclarecer e pedir desculpas aos membros do Poder Judiciário e a quem, de alguma forma, considerou o fato desrespeitoso. A advocacia é minha vida e nutro pelo Judiciário, não só pelo Supremo Tribunal, mas pelo Superior Tribunal de Justiça, demais tribunais e pelos juízes em geral profundo respeito. A melhor maneira de deixar isso claro, embora nunca tenha tido nenhuma intenção de desrespeitar, é deixar expresso o meu sincero pedido de desculpas."
Reconhecido como um Bon vivant, Kakay costuma falar abertamente sobre seu trabalho e seu estilo de vida. Diz em entrevistas que já inocentou marido que matou a mulher e ressalta: "Sou bravo. Com meu cliente, ninguém mexe".
| “ | "Estou em Paris, trabalhando e tomando meu champanhe. É a minha vida. Cada um leva a sua como pode. E como quer. Eu levo a minha com toda a seriedade possível. | ” |